# Карахобда
Карахобда (каз. Қарақобда) — село в Алгинском районе Актюбинской области Казахстана. Административный центр Карахобдинского сельского округа. Код КАТО — 153245100.

## Население
В 1999 году население села составляло 899 человек (451 мужчина и 448 женщин). По данным переписи 2009 года, в селе проживало 540 человек (283 мужчины и 257 женщин).